# Mpho Tshivhase
Mpho Tshivhase é um filósofa sul-africana que leciona na Universidade de Pretória. Em abril de 2018, Tshivhase se tornou a primeira mulher negra a receber um doutorado em filosofia em toda a África do Sul. Tshivhase ensina ética aplicada e sua pesquisa é focada na singularidade e individualidade.

## Carreira
Os estudos acadêmicos de Mpho Tshivhase começaram na Universidade de Joanesburgo em psicologia. Mais tarde, no nível de pós-graduação, Tshivhase ingressou na filosofia propriamente dita, onde concluiu sua pesquisa de tese de mestrado sobre identidade pessoal.
A tese de doutorado de Tshivhase, intitulada “Rumo a uma teoria normativa da singularidade das pessoas”, foi supervisionada por Thaddeus Metz. Como a primeira mulher negra sul-africana a receber um doutorado em filosofia, Tshivhase foi celebrada e o Independent Online descreveu suas realizações como "pioneiras".  A conquista de Tshivhase também levou a discussões sobre as relações étnico-raciais na África do Sul.

## Pesquisa
Uma questão primordial na pesquisa de Tshivase é se a singularidade é um elemento de desenvolvimento pessoal que vale a pena perseguir em detrimento de outras coisas. Sua preocupação de pesquisa abrangente visa delinear o que é a singularidade entre as pessoas e como os humanos se relacionam com o conceito de singularidade.